# Ballata macabra
Ballata macabra (Burnt Offerings) è un film del 1976 diretto da Dan Curtis.

## Trama
Pagando un prezzo di favore, i coniugi Ben e Marian Rolf prendono in affitto una splendida, anche se antiquata e malmessa, casa vittoriana per passare le vacanze con il loro figlio David e con l'anziana zia Elizabeth. I padroni di casa, i fratelli Arnold e Roz Allardyce, pongono ai Rolf una condizione per ottenere di poter soggiornare nella casa: occuparsi della loro anziana madre, che continuerà ad alloggiare nell'attico. L'impegno non sarà particolarmente gravoso, ma consisterà semplicemente nel lasciare il cibo davanti alla porta della stanza dell'anziana signora, che provvederà a ritirarlo. Essendo ossessionata dalla privacy, la donna non ha intenzione di interagire con i Rolf e dunque non sarà di nessun disturbo.
Accettato l'impegno, il compito di portare il cibo alla donna ricade su Marian che, con il passare dei giorni, rimane sempre più affascinata dai decori della vecchia casa, fino a sembrarne "posseduta", mentre il marito cade sempre più in depressione. Improvvisamente iniziano ad accadere fatti inspiegabili: Ben diventa di colpo violento con il bambino per poi pentirsene subito dopo, Marian rifiuta categoricamente e senza motivo ogni approccio sessuale col marito e soprattutto sembra cambiare radicalmente personalità ogni volta che entra nell'appartamento della vecchia padrona di casa. Una fuga di gas mette presto a rischio la vita del bambino: Marian accusa Elizabeth senza avere le prove del suo coinvolgimento, nonostante fra prozia e nipote vi sia un ottimo rapporto e la donna non abbia mai dato sintomi di demenza. Dopo la morte misteriosa della zia Elizabeth, diventa chiaro che una forza maligna sta lentamente ma inesorabilmente consumando tutta la famiglia, quasi ne stesse risucchiando la forza vitale.
Alla fine la casa uccide Ben e David mentre Marian "diventa" l'anziana signora nell'attico. Quando tornano, i fratelli Allardyce ammirano la loro dimora, tornata come nuova, e, vedendo le foto della famiglia Rolf aggiungersi a molte altre su un mobile, ci rendiamo conto che il processo di "rigenerazione" è "vecchio" quanto la casa stessa, e che i Rolf ne sono stati solo le ultime vittime.

## Produzione

### Sceneggiatura
Tratto dal romanzo Burnt Offerings di Robert Marasco.

### Luoghi delle riprese
Il film è stato girato a Dunsmuir House and Gardens a Oakland, in California.

## Edizione italiana
Distribuito in Italia dalla Titanus nel giugno 1976. Il doppiaggio fu affidato alla SAS.

## Riconoscimenti
- Saturn Awards 1977
  - Miglior film horror
  - Miglior regista a Dan Curtis
  - Migliore attrice non protagonista a Bette Davis
- Sitges Film Festival 1977
  - Miglior regista a Dan Curtis
  - Miglior attore protagonista a Burgess Meredith
  - Migliore attrice protagonista a Karen Black